# Gröbitz (Massen-Niederlausitz)
Gröbitz (niedersorbisch Grobice) ist ein Ortsteil der amtsangehörigen Gemeinde Massen-Niederlausitz im Landkreis Elbe-Elster in Brandenburg. Der Ort gehört dem Amt Kleine Elster (Niederlausitz) an und war bis zum 31. Dezember 2001 eine eigenständige Gemeinde.

## Lage
Gröbitz liegt in der Niederlausitz, etwa zwei Kilometer nördlich von Finsterwalde. Umliegende Ortschaften sind die zur Stadt Sonnewalde gehörenden Ortsteile Möllendorf und Breitenau im Norden, Tanneberg im Nordosten, Lindthal im Osten, Massen im Südosten, die Stadt Finsterwalde im Süden, Ponnsdorf im Westen sowie der wiederum zu Sonnewalde gehörende Ortsteil Pießig im Nordwesten. Im äußersten Süden der Gemarkung von Gröbitz befindet sich zudem der Wohnplatz Gröbitz Siedlung, der mit der Siedlung Ausbau von Massen eine durchgehende Siedlungsfläche bildet.
Gröbitz liegt an der Kreisstraße 6229 nach Finsterwalde. Die Bundesstraße 96 verläuft etwa 2,5 Kilometer südlich des Ortes. Die Bahnstrecke Finsterwalde–Luckau verlief einst durch das Ortsgebiet und wird heute von der Niederlausitzer Museumseisenbahn nachgenutzt. Durch die Gemarkung von Gröbitz fließt der Riethgraben sowie am nördlichen Rand die Kleine Elster, nordöstlich des Ortes befindet sich das Naturschutzgebiet Tanneberger Sumpf-Gröbitzer Busch.

## Geschichte

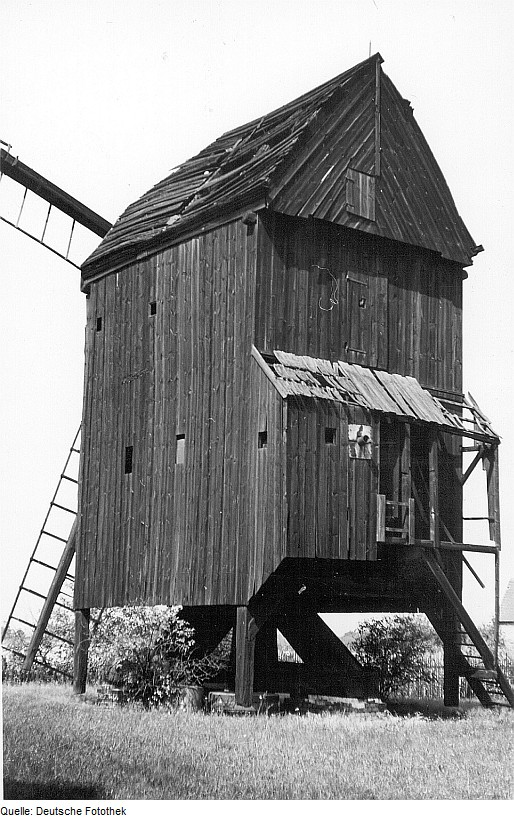
Eine der beiden ehemaligen Bockwindmühlen in Gröbitz, 1972.

Gröbitz wurde erstmals im Jahr 1418 in Urkunden erwähnt. Der damalige Ortsname lautete Grobicz. Der Name ist von dem niedersorbischen Wort „grobla“ für „Wassergraben“ abgeleitet. Somit bezeichnet der Name eine an einem Graben angelegte Siedlung.
Gröbitz war historisch gesehen ein Vasallengut der Pfandherrschaft Dobrilugk und gehörte neben sechs weiteren Dörfern zum Sonnewalder Anteil der Herrschaft. 1537 erhielt Caspar von Minckwitz das Dorf für die Zahlung eines Darlehns an den Abt und das Konvent zu Dobrilugk, durch die Säkularisation des Klosters im Jahr 1541 kam Minckwitz in den vollständigen Besitz des Dorfes und bekam 1557 durch Kaiser Ferdinand I. die Lehen. Im August 1629 wurden die Dörfer Gröbitz und Ponnsdorf für 13.000 Gulden von Johann Georg I. gekauft und dem Amt Finsterwalde angegliedert. Vor dem Wiener Kongress und den dort beschlossenen Gebietsabtretungen des Königreiches Sachsen an das Königreich Preußen gehörte Gröbitz zu Sachsen. Ab 1816 gehörte der Ort zum Landkreis Luckau der preußischen Provinz Brandenburg. In der Nähe des Dorfes gab es eine Windmühle, die Bewohner von Gröbitz waren nach Massen eingepfarrt. Im Jahr 1819 hatte Gröbitz 20 Häuser mit 107 Einwohnern und zwei Windmühlen.
1840 hatte Gröbitz laut der Topographisch-statistischen Übersicht des Regierungsbezirks Frankfurt a.d.O. 21 Wohngebäude mit 130 Einwohnern und gehörte dem Rentamt Dobrilugk an. 1854 gab es einen Dorfbrand, der einen großen Teil des Dorfes zerstörte. Bereits im Dreißigjährigen Krieg brannte das Dorf nieder.
Bis 1864 stieg die Einwohnerzahl in Gröbitz auf 151 an, der Ort war damals dem Amt Finsterwalde in der Standesherrschaft Dobrilugk angehörig. Im Jahr 1890 wurde ein Friedhof eingeweiht. Nach langjährigen Stillstand wurde 1978 die alte Windmühle abgerissen. Die Demontage der anderen Gröbitzer Windmühle fand bereits Jahre zuvor statt.
Bis 1815 gehörte Gröbitz zum Luckauischen Kreis, dieser wurde nach den Gebietsänderungen des Wiener Kongresses in den Landkreis Luckau umgewandelt. Nach dem Zweiten Weltkrieg lag die Gemeinde zunächst in der Sowjetischen Besatzungszone und anschließend in der DDR. Bei der am 25. Juli 1952 in der DDR durchgeführten Kreisreform wurde Gröbitz dem Kreis Finsterwalde im Bezirk Cottbus angegliedert. Nach der Wende wurde der Kreis Finsterwalde in Landkreis Finsterwalde umbenannt und schließlich aufgelöst, die Gemeinde Gröbitz wurde dem Landkreis Elbe-Elster zugeordnet und schloss sich dem Amt Kleine Elster (Niederlausitz) an. Am 31. Dezember 2001 wurde Gröbitz in die 1997 gebildete Gemeinde Massen-Niederlausitz eingegliedert.

## Bevölkerungsentwicklung
| 1875 | 142 | 1939 | 204 | 1981 | 213 |
| 1890 | 149 | 1946 | 325 | 1985 | 215 |
| 1910 | 169 | 1950 | 289 | 1989 | 231 |
| 1925 | 180 | 1964 | 224 | 1995 | 239 |
| 1933 | 196 | 1971 | 222 | 2000 | 252 |